# Cantó d'Écury-sur-Coole
El cantó d'Écury-sur-Coole és un cantó francès del departament del Marne, situat al districte de Châlons-en-Champagne. Té 26 municipis i el cap és Écury-sur-Coole.

## Municipis
- Athis
- Aulnay-sur-Marne
- Breuvery-sur-Coole
- Bussy-Lettrée
- Cernon
- Champigneul-Champagne
- Cheniers
- Cheppes-la-Prairie
- Cherville
- Coupetz
- Écury-sur-Coole
- Faux-Vésigneul
- Jâlons
- Mairy-sur-Marne
- Matougues
- Nuisement-sur-Coole
- Saint-Martin-aux-Champs
- Saint-Pierre
- Saint-Quentin-sur-Coole
- Sogny-aux-Moulins
- Soudron
- Thibie
- Togny-aux-Bœufs
- Vatry
- Villers-le-Château
- Vitry-la-Ville

## Història
| Data d'elecció                           | Identitat        | Partit               | Qualitat |
| ---------------------------------------- | ---------------- | -------------------- | -------- |
| 1934-1949                                | Pol Bayen        | radical              |          |
| 1949-1961                                | Paul Anxionnaz   | radical, després PSU |          |
| 1961-1973                                | Gérard Geneaux   | MRP, després CD      |          |
| 1973-1998                                | Charles Douillet | CDP, després UDF     |          |
| 1998-                                    | Daniel Collard   | Divers droite        |          |
| les dades anteriors no són pas conegudes |                  |                      |          |
|                                          |                  |                      |          |

## Demografia
| A partir de 1990: Població sense dobles comptes |